# Capsulă a timpului

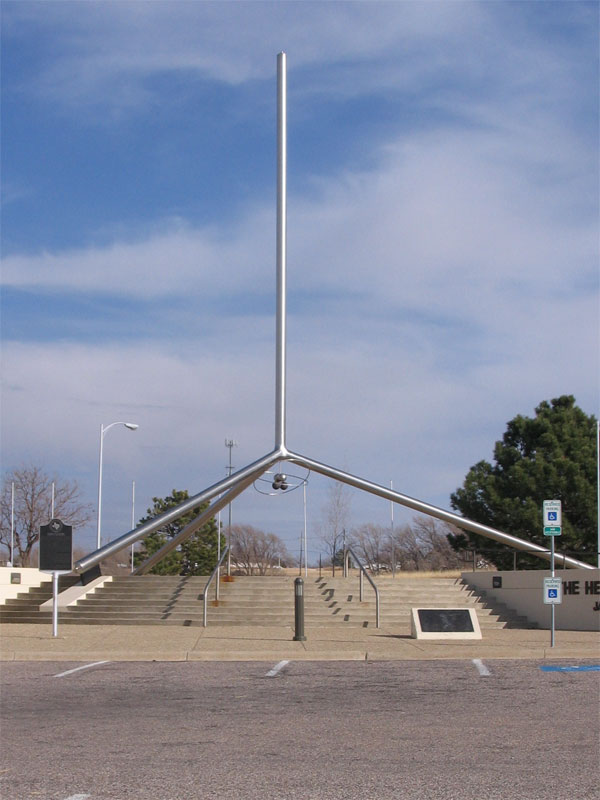
Monumentul Helium Centennial Time Columns aflat în Amarillo, Texas, conține patru capsule ale timpului din oțel inoxidabil destinate a fi deschise după durate de 25, 50, 100 și 1.000 de ani după ce au fost încuiate în 1968.

Capsula timpului (sau capsulă cu un mesaj către descendenți; scrisoare către viitor) este un mesaj destinat generațiilor viitoare, de exemplu pentru a fi de folos arheologilor, antropologilor sau istoricilor din viitor. De obicei, mesajul este plasat într-o capsulă sau alt container și așezat în fundația clădirilor în construcție, a infrastructurilor, a monumentelor etc.
Adesea, un grup de oameni „trimite” o scrisoare către viitor, iar acest lucru are loc într-o atmosferă solemnă, de exemplu, la o sărbătoare, la o școală, la deschiderea unui memorial. În plus, evenimentul este descris de către presă. Conținutul scrisorii la crearea ei poate fi comunicat publicului sau poate fi păstrat secret până în momentul deschiderii sale.
Un exemplu de „scriere către viitor” este așa-numita capsulă a timpului care conține nu numai litere, dar și obiecte care caracterizează timpul când a fost realizată. Termenul de capsulă a timpului (din engleză Time capsule) a intrat în folosință în jurul anului 1937, deși exemple de astfel de structuri se găsesc din cele mai vechi timpuri.
Omenirea a lansat și scrisori spațiale către viitor - mesaje emise în spațiu de radiotelescoape sau discuri video din aur în cutii de aluminiu, plasate pe nave spațiale.

## Vezi și
- Discul de Aur de pe Voyager
- Listă de capsule ale timpului